# Forcepia
Forcepia är ett släkte av svampdjur. Forcepia ingår i familjen Coelosphaeridae.

## Bildgalleri

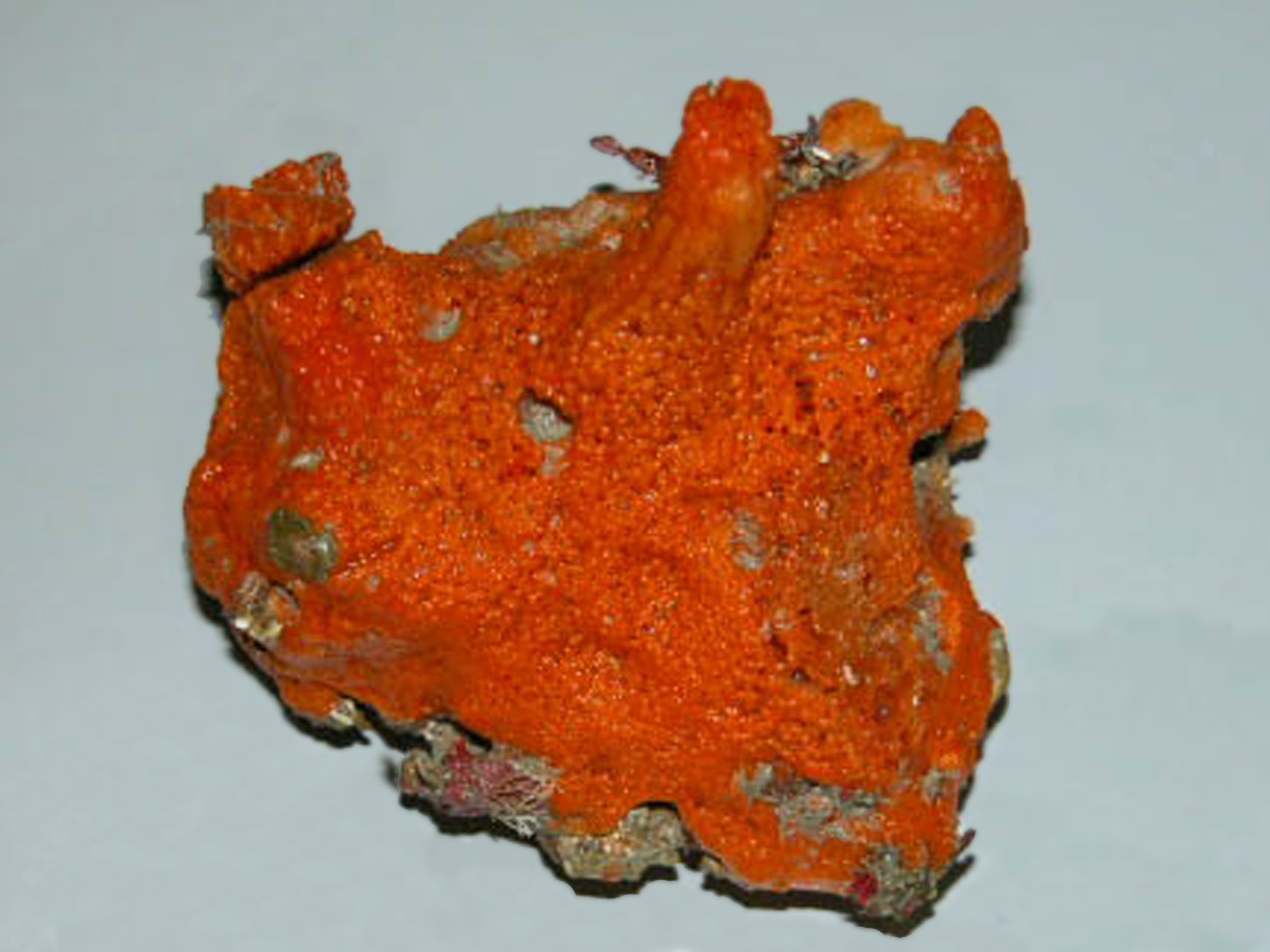
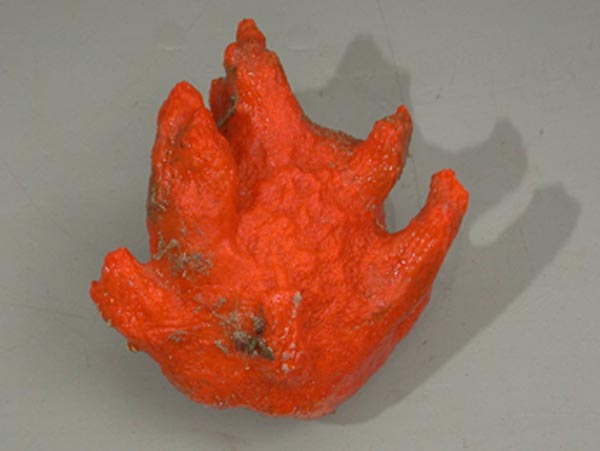

## Dottertaxa tillForcepia, i alfabetisk ordning[1][2]
- Forcepia acanthostylosa
- Forcepia agglutinans
- Forcepia apuliae
- Forcepia arenosa
- Forcepia assimilis
- Forcepia australis
- Forcepia biceps
- Forcepia bilabifera
- Forcepia brunnea
- Forcepia carteri
- Forcepia colonensis
- Forcepia convergens
- Forcepia crassanchorata
- Forcepia dentifera
- Forcepia elvini
- Forcepia fabricans
- Forcepia forcipis
- Forcepia forcips
- Forcepia forcipula
- Forcepia foresti
- Forcepia fragilis
- Forcepia grandisigmata
- Forcepia groenlandica
- Forcepia hartmani
- Forcepia hymena
- Forcepia imperfecta
- Forcepia japonica
- Forcepia koltuni
- Forcepia lissa
- Forcepia luciensis
- Forcepia macrostylosa
- Forcepia megachela
- Forcepia mertoni
- Forcepia psammophila
- Forcepia pustula
- Forcepia solustylota
- Forcepia stephensi
- Forcepia tenuissima
- Forcepia thielei
- Forcepia topsenti
- Forcepia trilabis
- Forcepia uschakowi
- Forcepia vermicola
- Forcepia versatilis
- Forcepia volsella